# 2088
2088 — 2088 рік нашої ери, 88 рік 3 тисячоліття, 88 рік XXI століття, 8 рік 9-го десятиліття XXI століття, 9 рік 2080-х років.

## Очікувані події
- В 2088 році відбудуться 49 Літні Олімпійські ігри.[джерело?]
- 21 квітня 2088 року відбудеться сонячне затемнення.